# 千杯不醉
《千杯不醉》，由杨千嬅和吴彦祖領銜主演，由爾冬陞执导。该片讲述的是一个千杯不醉的酒促女郎在遇到一个一杯就醉的酷男，发生的一段妙趣横生的醉爱关系。電影反應不俗，在香港票房過千萬，而女主角楊千嬅更憑本片獲台灣第42屆金馬獎最佳女主角提名。

## 剧情簡介
小敏（楊千嬅飾演）是一個樂天豁達的啤酒促銷女郎，她於每晚的工作環境之中，見盡醉後的男人吹水、哭鬧、求婚，分手，這些陋習令她對男人起了戒心，早已決定買間姑婆屋以作退休之用。小敏在“波波火鍋店”遇上醉倒的浪子廚師米高（吳彥祖飾演），米高的餐廳面臨倒閉，小敏一時心軟，收留了他。收工時，小敏看見米高的Fusion餐廳仍有燈光，好奇地行入。小敏突然靈機一觸，建議自己租下日更做咖啡室，減低米高的支出。自此之後，小敏和米高大大方方的走在一起，一同經營餐廳。Fusion餐廳成為西貢墟的新寵，飲食雜誌紛紛前來採訪。小敏越做越投入，不但想重塑米高的廚師形象，還想將Fusion餐廳平民化。兩人的理念極端，衝突漸大。飲食界女皇趙潔（胡靜飾演）以重金厚利招攬米高過檔。米高以為趙潔的飲食理念與自己相同，躍躍欲試，小敏不敢挽留米高，故作輕鬆。小敏怕觸景傷情，決定將餐廳結業。米高發覺趙潔沒有崇高的理念，只顧圖利，米高無法忍受，拂袖而去。小敏在火鍋店重遇滿身酒氣的米高，米高向小敏真情表白，小敏想保持清醒，還是心甘情願地醉下去？

## 演职人员
- 导演

爾冬陞
- 演员

楊千嬅 飾 馮小敏
吴彦祖 飾 米高
方中信 飾 九哥
钱嘉乐 飾 熊哥
谷德昭 飾 波波
王合喜 飾 餐廳經理
戴夢夢 飾 夢夢
梁靖琪 飾 珊珊
胡靜 飾 趙潔
尹子維 飾 廚师甲
連凱 飾 廚师乙
阮民安 飾 九哥小弟
官恩娜 飾 啤酒促銷女郎1
葉山豪
何華超
岑寶兒
饒佩君
方平
廖雋嘉
樋口明日嘉

## 獎項
| 頒獎典禮             | 獎項       | 名單   | 結果 |
| -------------------- | ---------- | ------ | ---- |
| 第42屆金馬獎         | 最佳女主角 | 楊千嬅 | 提名 |
| 第42屆金馬獎         | 最佳男配角 | 方中信 | 提名 |
| 第25屆香港電影金像獎 | 最佳男配角 | 方中信 | 提名 |